# Berchemia discolor
Berchemia discolor là một loài thực vật có hoa trong họ Táo. Loài này được (Klotzsch) Hemsl. mô tả khoa học đầu tiên năm 1868.

## Hình ảnh

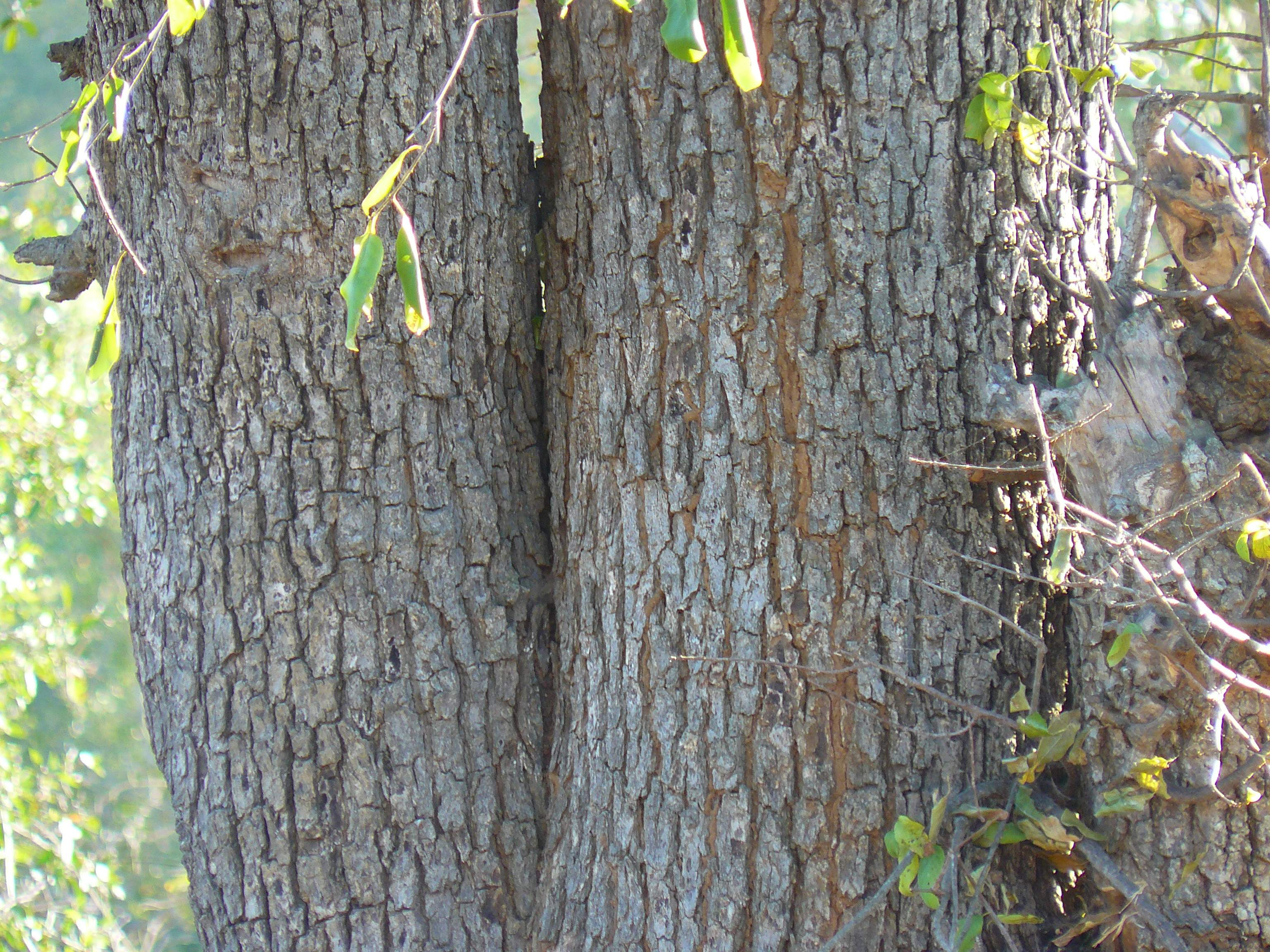
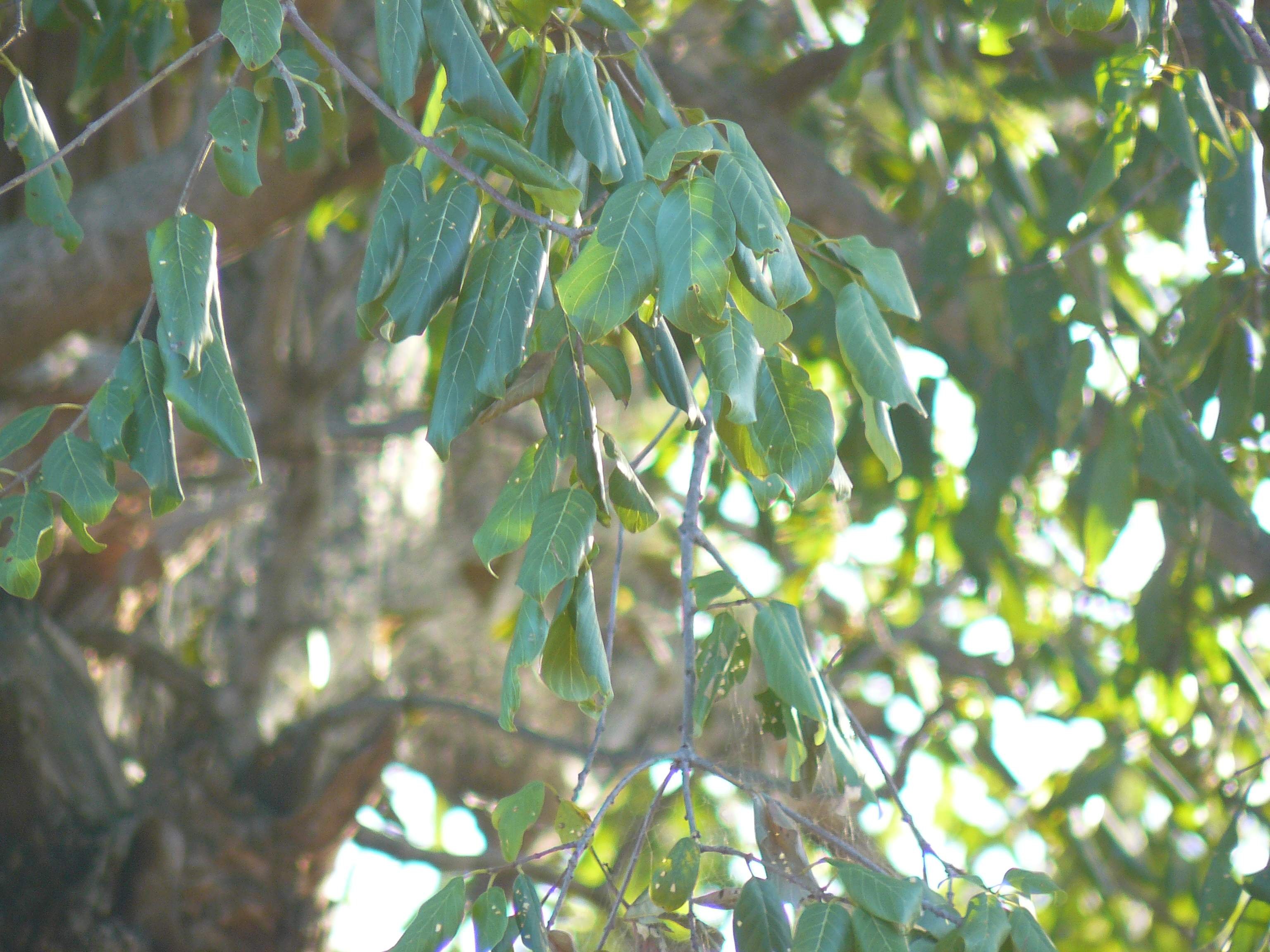